# DMARC
Domain-based Message Authentication, Reporting and Conformance (DMARC) je v informatice systém pro validaci e-mailových zpráv, který umožňuje detekovat a předcházet podvrženým e-mailům (například s falešným odesílatelem). DMARC je popsán v RFC 7489.
DMARC je vybudován na dvou existujících mechanismech: DomainKeys Identified Mail (DKIM) a Sender Policy Framework (SPF). Umožňuje správci internetové domény definovat podmínky, jak ověřit regulérního odesílatele e-mailů za pomoci DKIM a SPF a jak se má příjemce vypořádat s jejich selháním. Jako doplněk poskytuje možnost odesílat zprávu o naplnění nebo selhání těchto pokynů. Koordinuje tedy výsledek DKIM a SPF a specifikuje, za jakých podmínek má být adresa odesílatele v e-mailu (položka From:) považována za důvěryhodnou.

## Historie
První návrh specifikace DMARC vznikl 30. ledna 2012.
V říjnu 2013 byla vydána verze GNU Mailman 2.1.16 s podporou domén, které mají politiku DMARC nastavenou na p=reject. Změna reagovala na možné problémy s interoperabilitou u domén s osobními e-mailovými schránkami.
V dubnu 2014 Yahoo nastavilo DMARC politiku na p=reject, což způsobilo potíže v e-mailových konferencích. Krátce poté je následoval AOL. To vedlo k narušení komunikace a kritice, že obě společnosti přenášejí náklady na bezpečnost na třetí strany. Do roku 2020 oficiální DMARC wiki doporučovala správcům e-mailových konferencí upravovat hlavičku „From“, aby se zprávy doručily i z domén se striktní politikou DMARC.
V srpnu 2014 vznikla pracovní skupina IETF pro řešení problémů s interoperabilitou a přípravu revidované specifikace. V březnu 2015 byla specifikace publikována jako RFC 7489 (informativní).
V březnu 2017 zveřejnila Federální obchodní komise studii o zavádění DMARC. Z 569 zkoumaných firem implementovala přibližně třetina DMARC, méně než 10 % využívalo režim odmítání a většina měla nastavené pouze SPF.
Přispěvatelé
K hlavním přispěvatelům specifikace patří:
- Příjemci: AOL, Comcast, Gmail, Microsoft (Outlook.com, Hotmail), Netease (163.com, 126.com, 188.com, yeah.net), XS4ALL, Yahoo
- Odesílatelé: American Greetings, Bank of America, Facebook, Fidelity Investments, JPMorgan Chase, LinkedIn, PayPal, Twitter
- Zprostředkovatelé a dodavatelé: Agari (zakladatel Patrick R. Peterson), Cloudmark, Red Sift, ReturnPath, Trusted Domain Project, ProDMARC